# Tiia Elg
Tiia Susanna Elg (* 14. April 1986) ist eine finnische Schauspielerin und Tänzerin.

## Leben und Karriere
Elg wurde am 14. April 1986 geboren. Von 2014 bis 2023 spielte sie in der Serie Salatut elämät mit. Zwischen 2016 und 2017 bekam sie in Pihlajakadun tuhmat tädit eine Hauptrolle. Anschließend wurde sie für die Serie Kämppä tyhjänä gecastet. 2019 war Elg in Pihlajasatu zu sehen. 
Herbst 2021 nahm Elg als Tanzlehrerin an der 14. Staffel der Tanssii tähtien kanssa teil.

## Privates
Elg ist mit Alexey Smolyaninov verheiratet. März 2019 brachte sie ihr erstes Kind und im November 2020 ihr zweites Kind zur Welt.  Zuvor war sie sechs Jahre lang mit dem Schauspieler Jasper Pääkkönen verheiratet. Sie ließen sich 2015 scheiden.

## Filmografie
Serien
- 2014–2023: Salatut elämät
- 2016–2017: Pihlajakadun tuhmat tädit
- 2018: Kämppä tyhjänä
- 2019: Pihlajasatu

Sendungen
- 2021: Tanssii tähtien kanssa